# Johanna Dorothea Stock

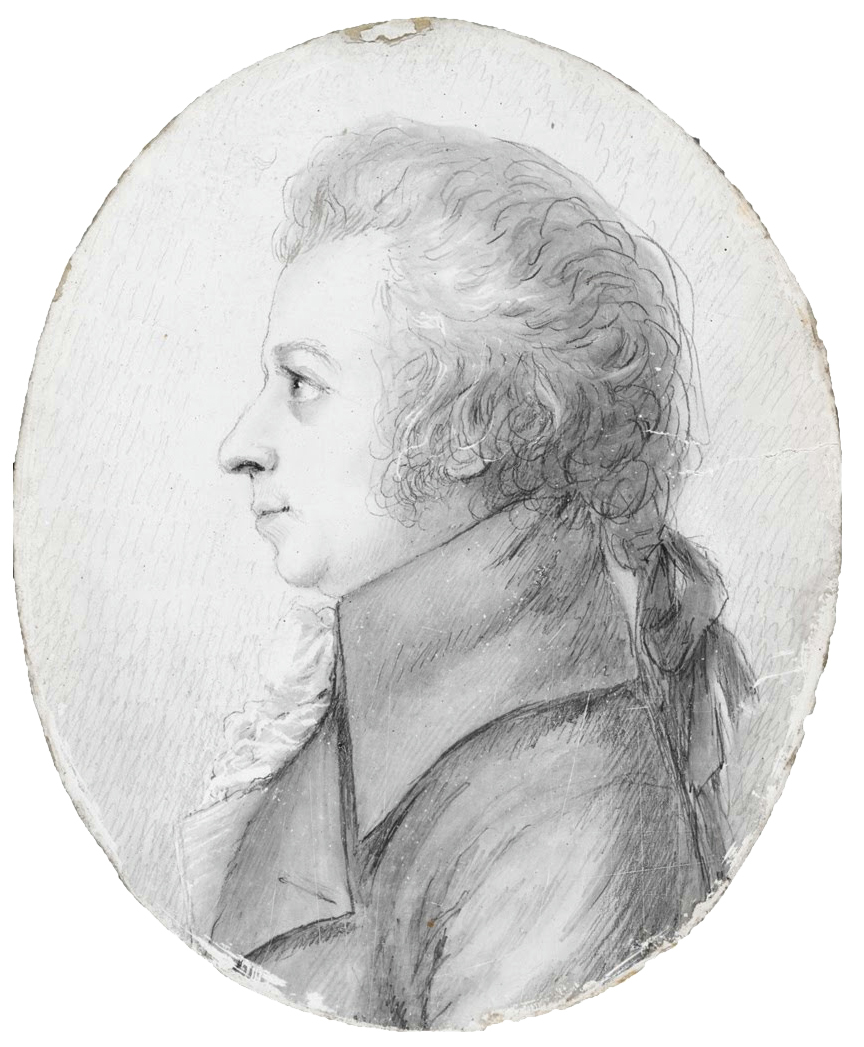
Dora Stock: retrato de Mozart, 1789

Johanna Dorothea Stock (Nuremberga, 6 de março de 1759 - Berlim, 30 de maio de 1832) mais conhecida como Dora ou Doris Stock, foi uma desenhista e pintora alemã que se especializou em retratos. Fazia parte de uma família muito cultivada que recebia em sua casa importantes artistas e literatos como Goethe, Schiller e Mozart.
Era filha de Johann Michael Stock e de Maria Helena Endner, nascida Schwabe, que tinha um filho, Georg Gustav, de um casamento anterior. Dora teve uma irmã, Anna Maria Jakobina. Quando Dora tinha cinco anos de idade seu pai assumiu a função de gravurista e ilustrador da editora Breitkopf em Leipzig. Como era comum para as crianças da época (especialmente meninas), Dora não ia à escola, no entanto, um ministro local serviu de professor de leitura e aritmética, e sua mãe lhe ensinou música. Dora também era freqüentemente convidada à casa da rica família Breitkopf, onde brincava com as crianças.
A casa dos Stock foi muito freqüentada por Johann Wolfgang von Goethe, que viria a ser a figura mais proeminente da literatura alemã, mas na época era um estudante de Direito de 16 anos de idade. Goethe também recebia lições de desenho e gravura do pai de Dora. O jovem Goethe instruiu Dora sobre teatro e organizou apresentações onde ela participou. Permaneceram amigos e se encontraram várias vezes em suas vidas adultas. Em sua adolescência, Dora ficou noiva de Ludwig Ferdinand Huber, mas ele não tinha recursos e o noivado se prolongou. Em 1784 estabeleceu amizade com Schiller. Mais tarde Huber se envolveu em um relacionamento com Therese Forster, descoberto por Dora em 1792. Após este evento Dora decidiu jamais se casar. Em 1815 mudou-se para Berlim, onde faleceu.
A produção artística de Dora Stock consiste quase inteiramente de retratos. Linda Siegel descreveu estas pinturas, julgando-as como obras profundamente intimistas, notáveis por sua honestidade e realismo. Foi membro da Academia de Arte de Dresden, expondo em vários salões. Sua obra mais conhecida é um retrato em desenho que realizou de Mozart.